# Borland
Borland Software Corporation (раніше Borland International, Inc., а також Inprise Corporation (з 29 квітня 1998 по січень 2001), NASDAQ: BORL) — компанія, що створює програмне забезпечення із головним офісом в Остіні, Техас. Історично ім'я компанії пов'язано зі створенням передових засобів розробки, із 2008 року Borland створює системи управління життєвим циклом застосунків (англ. Application Lifecycle Management, ALM).
У 2009 році Borland поглинула британська компанія Micro Focus.

## Історія
Заснована у 1983 році Нілом Дженсеном (англ. Niels Jensen), Оле Генріксеном (англ. Ole Henriksen), Могенсом Гледом (англ. Mogens Glad) та Філіпом Каном (англ. Philippe Kahn). Два головних продукти компанії середини 80-х — Turbo Pascal і Turbo Basic, а їхні основні конкуренти — аналогічні інструменти Microsoft. Потім з'явилися Turbo Assembler і Turbo Debugger. 1989 року в результаті неявної мирової угоди Borland відмовилася від підтримки Basic, а Microsoft — від Pascal. Приблизно у ці ж роки Borland випускає TurboVision — один з перших прообразів нинішніх візуальних середовищ розробки, але тоді ще в DOS-виконанні.
На початку 90-х Borland намагається створити свій офісний пакет на основі доволі популярних у той час електронних таблиць Quattro Pro власної розробки і придбаного в 1993 році текстового процесора WordPerfect. Проте вже в 1994-му ці застосунки були продані Novell, яка ще два роки опісля перепродала їх Corel. У той період упродовж кількох років Borland просував свої бази даних — спочатку dBase, потім Visual dBase, а також сімейства Paradox. 1994 року була випущена перша версія найпопулярнішого продукту компанії всіх останніх років — Delphi. Проте весь цей час Borland стикається з активним спротивом свого конкурента Microsoft, що зокрема виражається з обмеженням доступу до Windows API, який тоді активно розвивається. Штучні гальма поступово призводили до того, що новаторські продукти і ідеї Borland позичалися, а сама компанія витіснялися з ринку софтверним монополістом.
Виникла гостра потреба міняти стратегію розвитку, бо в умовах, що склалися, Borland приречена була поступитися лідерством. У квітні 1998 Borland ухвалила рішення про зміну назви на Inprise' (Integration the Enterprise — інтеграція підприємств), що мало підкреслити новий стратегічний курс на корпоративних клієнтів. Це внесло сум'яття в ряди користувачів її інструментів (неясно було, в якому напрямі піде розвиток цих засобів), яке посилювалося нестабільністю фінансових результатів Borland впродовж попередніх п'яти років.
У лютому 2000 року було оголошено про злиття Inprise і Corel, проте вже в травні ця угода була розірвана. У листопаді 2000-го корпорація повернула собі назву Borland Software. Влітку того ж року її президентом і CEO був вибраний Дейл Фуллер, з ім'ям якого пов'язано вироблення нового курсу компанії.
У квітні 2003 була офіційно представлена стратегія Borland на створення повномасштабної ALM-платформи. Реалізація цієї ідеї повинна була здійснюватися відповідно до корпоративного гасла «Рухатися в майбутнє, не відмовляючись від минулого», тобто, що для побудови такої системи використовуватимуться наявні в арсеналі компанії продукти.
До цього моменту Borland володіла представницьким набором засобів розробки: Delphi, C++Builder, Kylix (розробка програм на Linux в стилі Delphi), JBuilder (RAD-засіб для технології Java 2 Enterprise Edition) — і ще низка рішень, зокрема сервер застосунків AppServer (поєднання технологій J2EE і VisiBroker CORBA) і СУБД InterBase. Крім того, компанія швидко поповнювала свій арсенал інструментами, що покривають весь процес створення ПЗ, — від вироблення вимог до супроводу, причому робила це переважно шляхом придбання відповідних спеціалізованих фірм (за один 2002 рік — шість операцій). Так, Borland отримала у своє розпорядження продукти CaliberRM (узгодження вимог), Together (проєктування програм за допомогою UML), OptimizeIt Profiler (профілізація програм), StarTeam (управління конфігурацією і змінами).
Тоді, в 2003-му, на ринку пропонувалося досить багато продуктів з підтримки різних етапів ALM, але на представлення більш-менш повної платформи могла претендувати тільки одна компанія — Rational. Піти тим же шляхом — створення своєї ALM-системи — вирішила і Borland, хоча якраз у цей момент позначився ще один потенційний учасник цього сегменту ринку — Microsoft, що розпочала будувати власну ALM-платформу на базі Visual Studio (створення першого варіанту цієї платформи Microsoft закінчила у вигляді Visual Studio 2005 Team System).
Але тоді ж Rational увійшла до складу IBM, і стало очевидне, що розвиток її засобів йтиме переважно у напрямі Java/Eclipse. У цій ситуації Borland зробила особливий акцент на те, що вона залишилася єдиним незалежним постачальником комплексної ALM-системи, що активно співробітничає з обома протиборчими таборами, — Java/Eclipse і .NET/Visual Studio. Що ж до підтримки Windows, то тут Borland випустила власний інструмент C#Builder (сам компілятор ліцензований у Microsoft), одночасно продовживши підтримку розробки для класичного Win32 (від чого Microsoft вже фактично відмовилася).
У лютому 2006-ого, Borland заявила про намір згорнути свій бізнес про розробці IDE, знаний як Developer Tools Group, для того, щоб зосередити свої зусилля на підприємстві і керування ним за допомогою ALM. Задля цього Borland придбав компанію Segue Software Inc., розробником засобів керування якістю і тестування програмного забезпечення.
У листопаді 2006-ого, Borland заявила про рішення відділити Developer Tools Group у повністю окрему дочірню компанію CodeGear.
У травні ж 2008-ого, Borland продала CodeGear компанії Embarcadero Technologies за 23 мільйони доларів.

## Продукти

### Сучасні продукти
Теперішня лінійка продуктів компанії Borland включає:
- Borland CaliberRM
- Borland Caliber DefineIT
- Borland Gauntlet
- Borland StarTeam
- Borland Tempo
- Borland Together for Eclipse
- Borland SilkTest
- Borland SilkPerformer
- Borland SilkCentral Test Manager
- Borland VisiBroker
- Borland AppServer
- Borland Enterprise Studio
- Borland Enterprise Server

### Старе програмне забезпечення, яке більше не продається
Засоби розробки
- Brief
- Borland C++
- C++BuilderX
- C# Builder
- CodeWright
- IntraBuilder
- Kylix
- ObjectVision
- Turbo Assembler
- Turbo BASIC (зараз PowerBASIC)
- Turbo C
- Turbo C++
- Turbo Debugger
- Turbo Modula-2
- Turbo Pascal
- Turbo Profiler
- Turbo Prolog (зараз Visual Prolog)

Утиліти
- SideKick
- SideKick Plus
- SuperKey
- Turbo Lightning

Застосунки
- Reflex
- dBase
- Paradox
- Quattro
- Quattro Pro
- Sprint

Ігри
- Turbo GameWorks
- Word Wizard

## Виноски
1. ↑  Company Profile for Borland Software Corp (BORL). Архів оригіналу за 13 січня 2009. Процитовано 29 вересня 2008.
2. ↑  на 1 січня 2008, Google Finance [Архівовано 13 березня 2008 у Wayback Machine.] гоаорить про 1,168 робітників, а Yahoo Finance [Архівовано 27 грудня 2008 у Wayback Machine.] називає 1,097.
3. ↑  Новина на сайті Micro Focus від 27 липня 2009 року в списку новин [Архівовано 24 листопада 2009 у Wayback Machine.] про завершення купівлі: Completion of Borland acquisition [Архівовано 30 вересня 2009 у Wayback Machine.]